# Seki Sano
Seki Sano (en japonais : 佐野 硕), né le 14 janvier 1905 à Tientsin et mort le 29 septembre 1966 à Mexico, est un acteur, metteur en scène et chorégraphe japonais.  
Connu pour être le traducteur japonais de L'Internationale, il doit se réfugier en Europe avant la Seconde Guerre mondiale avant de s'exiler au Mexique devant l'avancée du fascisme sur le Vieux Continent. 
Il a influencé de nombreux metteurs en scène et acteurs au Mexique, où il est connu comme le «père du théâtre mexicain».